# Vuoristorata
Vuoristorata (Fins: [ˈʋuo̯ristoˌrɑtɑ]; letterlijk: achtbaan) is een klassieke houten achtbaan in het pretpark Linnanmäki in Helsinki, Finland.

## Geschiedenis
Het werd in de winter van 1950 gebouwd door het personeel van Linnanmäki op basis van tekeningen van Valdemar Lebech, een Deense bouwer die gespecialiseerd is in kermisattracties. De bouwwerkzaamheden werden geleid door de Deense ride-operator Svend Jarlström, die destijds de meeste attracties van Linnanmäki bezat. De achtbaan werd op 13 juli 1951 geopend en daarmee was Vuoristorata de grootste achtbaan in de Scandinavische landen en destijds de hoogste van Europa. De achtbaan was ontworpen als tijdelijke attractie voor het in 1950 geopende pretpark met een verwachte levensduur van 15 jaar. Een van de belangrijkste redenen voor de bouw was om toeristen aan te trekken van de Olympische Zomerspelen van 1952 die in de stad werden gehouden. Sindsdien werd de tijdelijke status voor langere tijd verlengd, totdat het uiteindelijk als een permanente structuur werd beschouwd.
Sinds de opening in 1951 is Vuoristorata elk jaar de meest populaire rit op Linnanmäki, met ongeveer 47.000 ritten per seizoen. Het is de beroemdste attractie van Finland en een symbool van het park Linnanmäki. Zelfs het oude parklogo had een vorm die de beklimmingen en afdalingen van Vuoristorata voorstelde.
Door de decennia heen is Vuoristorata zorgvuldig onderhouden. Om de veiligheid te waarborgen worden alle houten onderdelen regelmatig vervangen; tot nu toe is elk onderdeel minstens vijf keer vervangen. Het enige dat overblijft van de originele structuur uit de jaren 50 zijn de houten achtbaanwagons met eikenhouten frame. Om de oorspronkelijke lay-out te behouden, zijn latere restauraties zorgvuldig uitgevoerd; hoewel alle houten onderdelen vervangingen zijn, komen ze overeen met het oorspronkelijke ontwerp en karakter van de baan.

## Naamgeving
Vuoristorata heeft nooit een andere naam gehad dan het zelfstandig naamwoord dat wordt gebruikt voor achtbanen; Vuoristorata betekent simpelweg "achtbaan" in het Fins (vuoristo = bergketen, rata = spoor; "bergbaan").

## Ontwerp
Vuoristorata is een iets grotere kopie van een andere achtbaan, Rutschebanen, die in 1932 werd geopend in Dyrehavsbakken in Denemarken. Valdemar Lebech, die beide achtbanen ontwierp, nam de originele blauwdrukken van Rutschebanen, vergroot ze voor Linnanmäki, en ontwierp Vuoristorata. In de jaren vijftig waren Rutschebanen en Vuoristorata de twee hoogste achtbanen van Europa; Vuoristorata is 108 meter langer met zijn 960 meter en is 24 meter hoog. Vuoristorata is ook opmerkelijk omdat het de laatste achtbaan ter wereld is die is gebouwd met behulp van zijwaartse wrijvingstechnologie, wat betekent dat er geen gehoekte bochten zijn in de baan. Moderne achtbanen hebben ook wielen die de onderkant van de rail omhelzen, waardoor wordt voorkomen dat de trein van de baan komt; Vuoristorata heeft deze wielen niet.
De achtbaantreinen van Vuoristorata worden tijdens de reis geremd door een remmer die achterin de trein staat. Vuoristorata is een van de slechts zeven overgebleven achtbanen ter wereld die nog door remmers worden bestuurd; er zijn er nog vijf in Europa en één in Australië. Vroeger waren meer van dergelijke achtbanen in de wereld, maar later kregen deze achtbanen, zoals bijvoorbeeld Rutschebanen in Denemarken, nieuwe treinen met automatische remmen.

## Genderneutraliteit

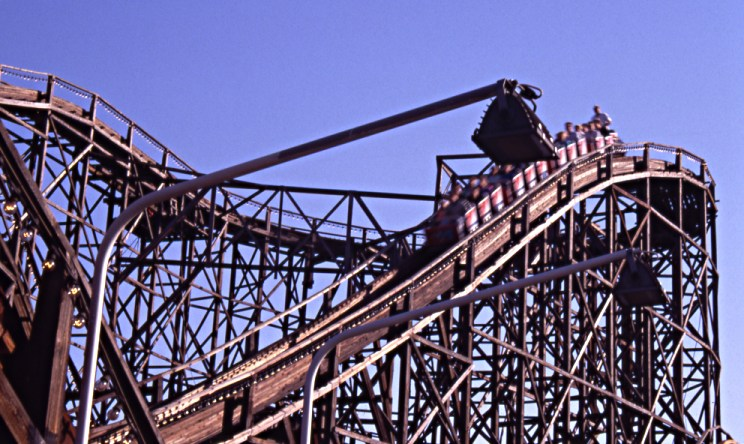
Vuoristorata's trein die een heuvel afdaalt, met de remmer achteraan.

In juni 2021 stapte Linnanmäki over op genderneutrale functietitels, waardoor de vroegere titel "remman" (Fins: jarrumies) vervangen is door "remmeester" (Fins: jarrumestari). In 2021 werkten 16 mensen als remmeester, waaronder één vrouw.

## ACE Coaster Classic Award
Sinds 2001 is Vuoristorata een van de weinige achtbanen ter wereld die door de American Coaster Enthusiasts de status ACE Coaster Classic heeft gekregen. In 2022 voldoen in Europa slechts 9 achtbanen, en 30 in de wereld, aan de eisen. De baan moet van hout zijn, de veiligheidsbeugel moet uit één stuk bestaan en voor beide passagiers hetzelfde zijn en slechts in één stand vergrendelbaar zijn, er mogen geen bekerstoelen of scheidingswanden tussen de passagiers zijn die bedoeld zijn om wegglijden te voorkomen, er mogen geen hoofdsteunen op de meeste stoelen aanwezig zijn die het zicht op aanstaande afdalingen en spanning zouden belemmeren, en geen toegewezen zitplaatsen; passagiers moeten vrij kunnen kiezen waar ze gaan zitten.